# Luis Caplliure Moreno
Luis Caplliure Moreno (Valencia, 7 de junio de 1979) es un deportista español que compitió en esgrima, especialista en la modalidad de florete. Ganó una medalla de bronce en el Campeonato Mundial de Esgrima de 2002, en la prueba por equipos (junto con Javier Menéndez Fernández, Javier García Delgado y José Francisco Guerra).

## Palmarés internacional
| Campeonato Mundial | Campeonato Mundial | Campeonato Mundial | Campeonato Mundial  |
| Año                | Lugar              | Medalla            | Prueba              |
| ------------------ | ------------------ | ------------------ | ------------------- |
| 2002               | Lisboa (Portugal)  | Medalla de bronce  | Florete por equipos |